# Hu Ke
Hu Ke (en chino simplificado= 胡可, pinyin= Hú Kě) es una actriz y presentadora china.

## Biografía
Estudió en la Universidad de Comunicación de China (Communication University of China) en Beijing de donde se graduó en radiodifusión y televisión en 1998. Después de graduarse trabajó durante medio año para la cadena de televisión Phoenix Satellite Television en Hong Kong.
El 20 de febrero de 2011 se casó con el actor Sha Yi, la pareja le dio la bienvenida a su primer hijo Sha Junbo (沙俊伯, An Ji), el 16 de julio  de 2011 y a su segundo hijo Sha Junliang (沙俊良, Xiao Yuer) el 19 de agosto de 2014.

## Carrera
Es miembro de la agencia HY.Brothers.
El 1998 se unió a The Walt Disney Company donde trabajó como presentadora en "The Dragon Club".
En 2003 se unió al elencó de la serie Affair of Half a Lifetime donde dio vida a Shi Cuizhi, la esposa de Shen Shijun (Patrick Tam).
En 2011 apareció en la serie All Men Are Brothers donde interpretó a Gu Dasao, una heroína Liangshan que ocupa el puesto 101 entre las 108 Estrellas del Destino.
Ese mismo ao apareció en la serie Journey to the West donde dio vida a la Princesa Iron Fan, la esposa del Rey Toro Demonio (Chen Zhihui) y madre de Red Boy (Miao Ya Ning).
En 2018 se unió al elenco recurrente de la serie Legend of Fuyao donde interpretó a Xuanyuan Xiao, la Princesa mayor de Taiyuan y la esposa de Zhangsun Jia (Song Jialun).
En agosto del mismo año se unió al elenco recurrente de la serie Ruyi's Royal Love in the Palace donde dio vida a Su Lüyun quien se convierte en la Consorte Chun, una mujer ingenua que trata a todos con amabilidad pero que a menudo es manipulada por la consortes que confabulan dentro del palacio.
En agosto de 2019 se unió al elenco de la serie The Rise of Phoenixes donde interpretó a Dahua, la esposa de Xin Ziyan (Zhao Lixin), una mujer muy celosa que también ama profundamente a su marido.
En 2021 se unirá al elenco recurrente de la serie You Are My Glory donde dará vida a Ling Jie, la manager y mejor amiga de Qiao Jingjing (Dilraba Dilmurat).

## Filmografía

### Series de televisión
| Año             | Título                                                   | Personaje                  | Notas               |
| --------------- | -------------------------------------------------------- | -------------------------- | ------------------- |
| 2021 - presente | You Are My Glory                                         | Ling Jie                   |                     |
| 2021            | Faith Makes Great                                        | Xue Rong                   | historia "Gui Lai"  |
| 2021            | The Starting Line (Hand in Hand)                         | He Jinghua                 | 40 episodios        |
| 2020            | The Centimeter of Love                                   | Zhao Mei                   |                     |
| 2020            | Trident                                                  | Hua Jie                    |                     |
| 2020            | I Will Find You a Better Home                            | Feng Chunhua               |                     |
| 2019            | Mr. Fighting                                             | Shi Rujing                 |                     |
| 2018            | The Rise of Phoenixes                                    | Dahua                      | 49 episodios        |
| 2018            | Ruyi's Royal Love in the Palace                          | Su Lüyun, Consorte Chun    | 55 episodios        |
| 2018            | Legend of Fuyao                                          | Xuanyuan Xiao              | 10 episodios        |
| 2018            | Super Dad & Super Kids (Love Architect)                  | Jin Zi                     | 36 episodios        |
| 2018            | Invincible Daddy                                         | Tao Jinzi                  |                     |
| 2016            | Political Commissar                                      | Miao                       |                     |
| 2016            | Chinese Style Relationship                               | Liu Lili                   |                     |
| 2015            | Strange Stories from a Chinese Studio 4                  | Lian Suo                   | historia "Lian Suo" |
| 2015            | Little Beast Flowershop                                  | Ye Qing                    |                     |
| 2015            | 19th Sister Gan                                          | Zhao Baiqian               |                     |
| 2014            | Love's Relativity                                        | Lu Yang                    |                     |
| 2014            | The Moon of Gulf of Aden                                 | Cao Bingbing               |                     |
| 2014            | Lanterns                                                 | Mei Shan, 3.ª Concubina    | 32 episodios        |
| 2014            | Four Literary Masters                                    | Xu Hong                    |                     |
| 2014            | 大酒商                                                   | Yi Jiuemei                 |                     |
| 2013            | Child's Slave                                            | Lu Li                      |                     |
| 2013            | Our Happy Life                                           | Chen Sufen                 |                     |
| 2013            | Ming Dynasty Medical Saint Li Shizhen                    | Wu Siyu                    |                     |
| 2013            | The Life and Death Struggle of Shanghai Bund             | -                          |                     |
| 2013            | 浦江危情                                                 | Esposa de Xie              |                     |
| 2012            | Choice                                                   | Huang Youlan               |                     |
| 2012            | Puzzle                                                   | Li Huixiang                |                     |
| 2012            | Judgement of Hong Wu (Hongwu Big Case)                   | Princesa Anqing            |                     |
| 2011            | All Men Are Brothers (Water Margin)                      | Gu Dasao ("Diyin")         |                     |
| 2011            | Journey to the West                                      | Princesa Iron Fan          |                     |
| 2011            | Fight till the End                                       | Mei Yuejun                 |                     |
| 2011            | Legends of the Message                                   | Lin Yingchun               |                     |
| 2011            | I'm Waiting for You Home                                 | Fang Yuanyuan              |                     |
| 2011            | Big Public Bathhouse                                     | Yang Liuqing               |                     |
| 2011            | 天堑·1949                                                | Yan Yi                     |                     |
| 2010            | Golden Marriage 2                                        | Liu Tiemei                 |                     |
| 2010            | Confession                                               | Tian Hongge                |                     |
| 2010            | Misty Mystery                                            | Lan Shuangshuang           |                     |
| 2010            | My Wife                                                  | Wang Yuening               |                     |
| 2010            | What Do You Want                                         | Wu Hongying                |                     |
| 2010            | Remarry                                                  | Ding Yan                   |                     |
| 2010            | 闯荡                                                     | Tang Qiuyan                |                     |
| 2009            | Remembrance Of Dreams Past                               | Jin Lingzhi                | 42 episodios        |
| 2009            | The Wedding                                              | Presentadora               |                     |
| 2009            | Deep Love (Hot Love)                                     | Lu Pingxiang               |                     |
| 2009            | Sniper's Shot                                            | Xiao Ziyun                 |                     |
| 2009            | Do Not Lie To Me                                         | Han Zhenzhu                |                     |
| 2008            | Dongfang Shuo                                            | Princesa Pingyang          | 45 episodios        |
| 2008            | Royal Tramp                                              | Su Quan                    |                     |
| 2008            | Wanton and Luxurious Living                              | Dongfang Manni             |                     |
| 2007            | Fairy Couple                                             | 5.ª. Hada                  |                     |
| 2007            | Jian Xing Tian Xia (剑行天下)                            | Liu Wushuang               |                     |
| 2007            | 风月·恶之花                                              | Zhen Yu                    |                     |
| 2007            | 我爱芙蓉姐                                               | Xiao Lingling              |                     |
| 2007            | 暗流                                                     | Zheng Yuanyuan             |                     |
| 2007            | 后来                                                     | Cai Xiaomei                |                     |
| 2006 - 2007     | Wing Chun                                                | Kau Ku Leung               |                     |
| 2006            | Red Streamer (Hong Fan)                                  | Yuan Jingru                |                     |
| 2005            | Moment in Peking                                         | Niu Suyun                  | 14 episodios        |
| 2005            | 女人不惑                                                 | Ning Kewei                 |                     |
| 2005            | 阿有正传                                                 | Qian Wen                   |                     |
| 2004            | 生死十七天                                               | Sun Xiaofei                |                     |
| 2004            | Magistrate Yellow Jacket                                 | Meng Jiaojiao              |                     |
| 2004            | Colors of Life                                           | Liu Hexin                  |                     |
| 2004            | Strange Tales of Liao Zhai                               | Zhang Xiaoman              |                     |
| 2004            | Four Weeks Before Marriage                               | Ding Ding                  |                     |
| 2004            | The Tale of the Romantic Swordsman (Good Luck Zhu Bajie) | Chu Chu                    |                     |
| 2003            | The Eighteen Arhats                                      | Jin'er                     |                     |
| 2003            | Ming Dynasty in 1449                                     | Nǚ Zhen                    |                     |
| 2002            | Family Interests                                         | -                          |                     |
| 2002            | Affair of Half a Lifetime                                | Shi Cuizhi                 | 8 episodios         |
| 2002            | The Best Clown Under Heaven                              | Princesa Wu, 5.ª. Princesa | 30 episodios        |
| 2001            | Legendary Li Cuilian 2                                   | Li Cuilian                 | 20 episodios        |
| 2000            | 长缨在手                                                 | Ah Jing                    |                     |
| 2000            | Storm of the Dragon                                      | Ya Ya                      |                     |

### Películas
| Año  | Título                          | Personaje     | Notas                                                                     |
| ---- | ------------------------------- | ------------- | ------------------------------------------------------------------------- |
| 2019 | In Love with a Monster          | -             |                                                                           |
| 2019 | Push and Shove                  | Veterinaria   |                                                                           |
| 2018 | Goddesses in the Flames of War  | Kaishui Xishi | junto a Yin Tao, Jing Chao, Yao Chen, Ma Yili, Zhou Dongyu y Zhang Yishan |
| 2016 | Midnight Record Search          | -             |                                                                           |
| 2013 | The Empire Symbol               | Mei Jia       |                                                                           |
| 2013 | Return The Money                | Wang Lixia    |                                                                           |
| 2012 | All for Love                    | Enfermera     |                                                                           |
| 2012 | 爱的代驾                        | -             | junto a Sha Yi - (microcine)                                              |
| 2011 | Sky Fighters (Lock Destination) | Xi Muyu       |                                                                           |
| 2008 | If You Are the One              | -             | (cameo)                                                                   |
| 2007 | Great Love Limitless            | Qin Lan       |                                                                           |
| 2006 | Bean Curd Girl                  | Wang Jin      |                                                                           |
| 2002 | Chat                            | Qian Qiahao   |                                                                           |

### Presentadora
| Año         | Título                          | Notas |
| ----------- | ------------------------------- | ----- |
| 2009        | Hu Ke Xing Ganjue (胡可星感觉)  |       |
| 2002 - 2005 | Happy Mobilization (欢乐总动员) |       |
| -           | The Dragon Club (小神龙俱乐部)  |       |
| -           | 评头论足                        |       |
| -           | 行行360                         |       |
| -           | 中国风                          |       |
| -           | 电影360°                        |       |
| -           | 星光灿烂                        |       |
| -           | 星迷互联网                      |       |
| -           | 星迷互聯網                      |       |
| -           | 金色时光                        |       |
| -           | 太可乐了                        |       |

### Programas de variedades
| Año              | Título                               | Notas                                   |
| ---------------- | ------------------------------------ | --------------------------------------- |
| 2021             | Go Shoot (接招吧！前辈)              | (ep. #4) - invitada                     |
| 2021             | U can U BIBI Season 7 (奇葩说第七季) | (ep. #20) - invitada                    |
| 2020             | Amazing Dinner                       | (ep. #5) - invitada                     |
| 2020             | Viva La Romance 4                    | 14 episodios - junto a Sha Yi - miembro |
| 2020             | Keep Running: Season 8               | (ep. #3) - invitada                     |
| 2018             | Amazing Mums: Season 2               | 10 episodios - miembro                  |
| 2018             | The Women Have Something To Say      | invitada                                |
| 2017, 2019, 2021 | Happy Camp                           | 3 episodios - invitada                  |
| 2017             | Roast: Season 2                      | (ep. #1) - invitada                     |
| 2017             | Super Mom Season Two                 | 13 episodios - miembro                  |
| 2016             | Where Are We Going, Dad? Season 4    | invitada                                |
| 2016             | With You Along the Way Season 2      | junto a Sha Yi - miembro                |
| 2016             | Ace vs Ace: Season 1                 | (ep. #10) - invitada                    |

### Eventos
| Año  | Título                 | Notas |
| ---- | ---------------------- | ----- |
| 2021 | 2021笑赢这一年喜剧春晚 |       |
| 2020 | 2021浙江卫视跨年演唱会 |       |
| 2020 | 2020天猫双十一狂欢夜   |       |
| 2020 | 2020年央视中秋晚会     |       |

### Teatro
| Año  | Título            | Personaje | Notas                         |
| ---- | ----------------- | --------- | ----------------------------- |
| 2013 | The Blind Message | 都红      | junto a Liu Xiaofeng (刘晓峰) |
| 2012 | Desire Garden     | 詹妮      | junto a Piao Niu (牛飘)       |

### Revistas / sesiones fotográficas
| Año  | Título                  | Notas                                       |
| ---- | ----------------------- | ------------------------------------------- |
| 2018 | Share Magazine          | junto a Sha Yi - (publicación de diciembre) |
| 2017 | ELLE China Magazine     |                                             |
| 2015 | 外滩画报                |                                             |
| 2013 | Fashion Weekly Magazine | junto a Sha Yi                              |

## Discografía
| Año  | Canción                          | Álbum                 | Notas            |
| ---- | -------------------------------- | --------------------- | ---------------- |
| 2007 | Love You to the End (爱你爱到底) | OST de "Red Streamer" | junto a Nie Yuan |

## Premios y nominaciones
| Año  | Categoría                           | Premio                                    | Trabajo                    | Resultado |
| ---- | ----------------------------------- | ----------------------------------------- | -------------------------- | --------- |
| 2017 | Best Actress in a Television Series | Huading Award                             | Trident                    | Ganó      |
| 2017 | Audience's Favorite TV Actor        | Huading Award                             | Trident                    | Nominada  |
| 2017 | Best Supporting Actress             | 22nd Huading Award                        | Chinese Style Relationship | Nominada  |
| 2010 | Best Supporting Actress             | Domestic TV series Ceremony, China        | Remarry                    | Nominada  |
| 2002 | Best Actress                        | 9th Beijing College Student Film Festival | Chat                       | Ganó      |